# Lancia Dedra
Lancia Dedra – samochód osobowy klasy kompaktowej produkowany przez włoską markę Lancia w latach 1989–2000.

## Historia modelu

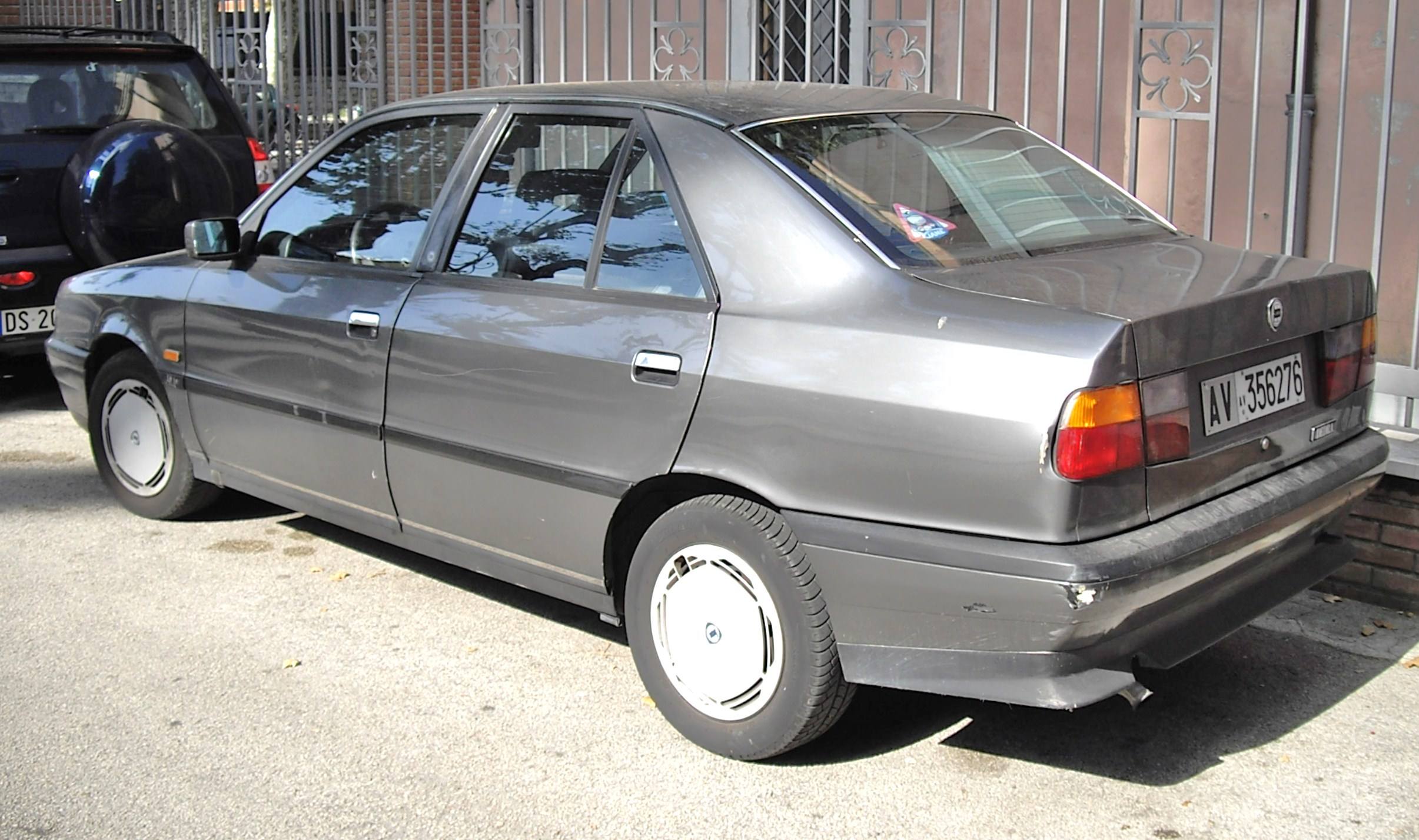
Lancia Dedra - tył

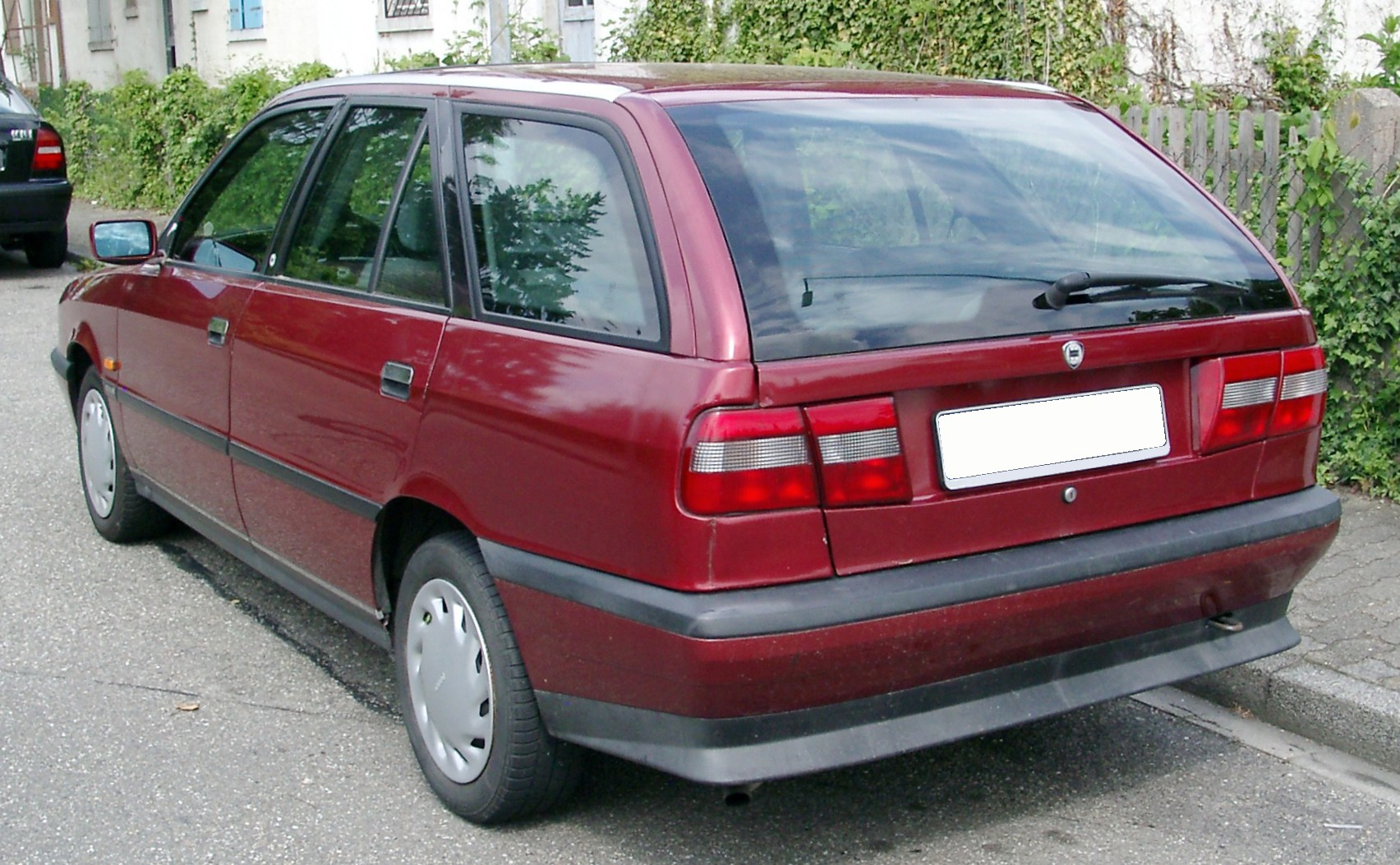
Lancia Dedra Kombi

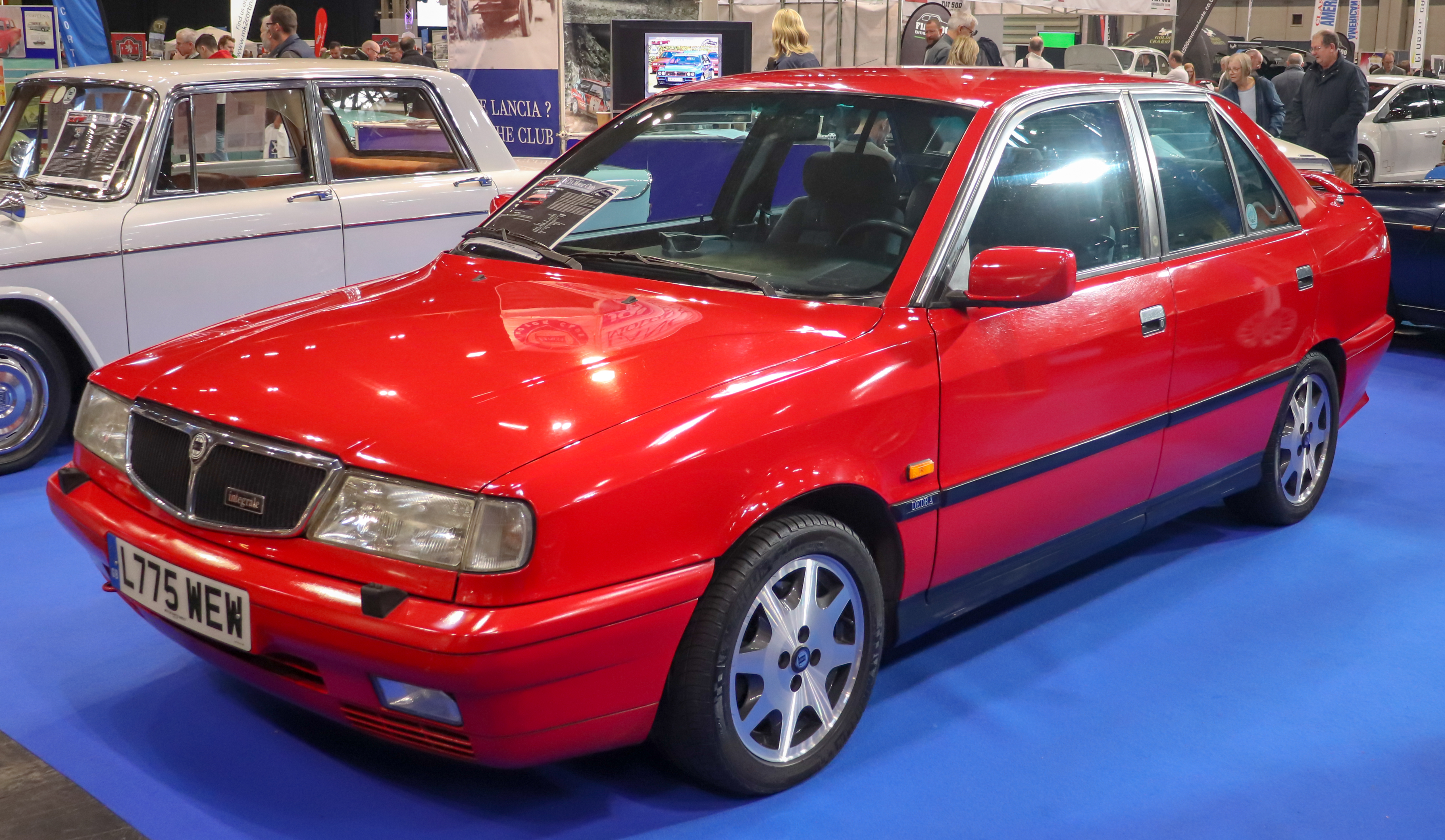
Lancia Dedra Integrale

Po przejęciu w 1969 firmy Lancia oraz w 1983 roku firmy Alfa Romeo koncern Fiat skupiał wszystkie liczące się marki na włoskim rynku (także Abarth, Autobianchi, oraz Ferrari). Strategia koncernu oparła się na oferowaniu pod różnymi markami modeli opracowanych na wspólnych płytach podłogowych ale różniących się charakterem. W końcu lat 80. w ofercie koncernu pojawił się Fiat Tipo (Samochód Roku 1989). Na jego podstawie pod marką Fiat opracowano model Tempra (sedan i kombi), który razem z Tipo miał stanowić samochód popularny segmentu C. Pod marką Lancia zaoferowano oparte na tej samej płycie podłogowej i dzielące z Tipo/Temprą większość podzespołów modele Delta i Dedra, które miały stanowić bardziej "luksusowe" odmiany Fiatów. Jednocześnie na tej samej bazie oparto model Alfa Romeo 155 jako samochód o zdecydowanie bardziej "sportowym" charakterze.
Zaprojektowany w Institute of Development in Automotive Engineering przez Ercole Spada model Dedra, w odróżnieniu od modeli Fiata Tipo i Tempra stanowił wejście do klasy "premium" wśród samochodów kompaktowych. Oferowany był z bogatym wyposażeniem obejmującym lepsze wersje silnikowe, droższe materiały wykończenia we wnętrzu, klimatyzację i rozbudowane wyposażenie elektryczne. Przeważały wersje wyposażone w silniki DOHC o pojemności 1,8 i 2,0 dm³ (tylko w najtańszych wersjach spotkać można silnik 1,6 dm³). Wszystkie szyby były na ogół sterowane elektrycznie, podobnie jak lusterka zewnętrzne. Bogatsze wersje oferowane były z klimatyzacją automatyczną, obręczami ze stopów lekkich oraz z alcantarą jako materiałem wykończeniowym wnętrza (fotele oraz obicia drzwi). Zwiększone bezpieczeństwo zapewniał system ABS oraz poduszki powietrzne. Od 1991 roku Dedra oferowana była również w wersji z napędem obu osi jako model Integrale.
W momencie wejścia na rynek Dedry w ofercie Lancii znajdowała się wciąż pierwsza wersja Lancii Delty, która święciła sukcesy na trasach rajdowych i na pewno budowała prestiż marki. Równocześnie Lancia oferowała luksusowy model Thema oraz popularny we Włoszech model Lancia Y10. Choć Dedra nie osiągnęła znaczącego sukcesu na rynkach zagranicznych, sprzedawała się nieźle aż do końca lat 90., kiedy została zastąpiona nowym modelem Lybra.
Wyprodukowano łącznie 418 084 sztuk modelu Dedra. W czasie produkcji przeprowadzono dwa faceliftingi, w 1994 i 1998 roku.

### Kalendarium
- kwiecień 1989 - oficjalna premiera (wersje 1,6 dm³, 1,8 dm³, 2,0 dm³ i 1,9 dm³ tds).
- maj 1991 - premiera wersji Integral i 2,0 dm³ turbo.
- maj 1992 - pojawia się wersja z automatyczną przekładnią.
- październik 1992 - pierwszy facelifting.
- lipiec 1994 - premiera drugiej wersji z nowymi silnikami oraz wersji kombi.
- styczeń 1995 - pojawia się zabezpieczenie antywłamaniowe.
- listopad 1995 - drugi facelifting.
- luty 1996 - silnik 2,0 dm³ zastąpiony został przez 1,8 dm³ 16 V.
- styczeń 1997 - premiera nowej wersji Integrale z silnikiem 2,0 dm³ 16 V.
- maj 97 - nowe wnętrze.
- lipiec 1997 - nowy silnik 1,8 dm³.
- grudzień 1997 - premiera trzeciej wersji z nowymi silnikami, zmienionym przodem nadwozia i innymi drobnymi zmianami.
- styczeń 2000 - zakończenie produkcji.